# Puchar Świata w skokach narciarskich w Schonach
Puchar Świata w skokach narciarskich w Schonach – zawody w skokach narciarskich, przeprowadzane w ramach Pucharu Świata kobiet w skokach narciarskich. Zaplanowany jeden konkurs w sezonie 2011/2012 nie odbył się z powodu niekorzystnych warunków. Sezon później zostały rozegrane dwa jedyne do tej pory konkursy na Langenwaldschanze, w których zwyciężały Sara Takanashi oraz Anette Sagen.

## Podium poszczególnych konkursów PŚ w Schonach
| Lp | Data            | Sezon     | HS     | Uwagi | 1. miejsce     | 2. miejsce             | 3. miejsce                                |
| -- | --------------- | --------- | ------ | ----- | -------------- | ---------------------- | ----------------------------------------- |
| –  | 6 stycznia 2012 | 2011/2012 | HS-106 | [ 1 ] | odwołane       | odwołane               | odwołane                                  |
| 1. | 5 stycznia 2013 | 2012/2013 | HS-106 | –     | Sara Takanashi | Evelyn Insam           | Daniela Iraschko-Stolz J. Seifriedsberger |
| 2. | 6 stycznia 2013 | 2012/2013 | HS-106 | –     | Anette Sagen   | Daniela Iraschko-Stolz | Coline Mattel                             |

## Statystyki

### Najwięcej razy na podium
| Msc. | Zawodniczka                | Zwycięstwa | 2. miejsca | 3. miejsca | Łącznie |
| ---- | -------------------------- | ---------- | ---------- | ---------- | ------- |
| 1.   | Sara Takanashi             | 1          | 0          | 0          | 1       |
| 1.   | Anette Sagen               | 1          | 0          | 0          | 1       |
| 3.   | Daniela Iraschko-Stolz     | 0          | 1          | 1          | 2       |
| 4.   | Evelyn Insam               | 0          | 1          | 0          | 1       |
| 5.   | Jacqueline Seifriedsberger | 0          | 0          | 1          | 1       |
| 5.   | Coline Mattel              | 0          | 0          | 1          | 1       |

### Najwięcej razy na podium według państw
| Msc. | Państwo  | Zwycięstwa | 2. miejsca | 3. miejsca | Łącznie |
| ---- | -------- | ---------- | ---------- | ---------- | ------- |
| 1.   | Japonia  | 1          | 0          | 0          | 1       |
| 1.   | Norwegia | 1          | 0          | 0          | 1       |
| 3.   | Austria  | 0          | 1          | 2          | 3       |
| 4.   | Włochy   | 0          | 1          | 0          | 1       |
| 5.   | Francja  | 0          | 0          | 1          | 1       |